# Andrena dentata
Andrena dentata là một loài Hymenoptera trong họ Andrenidae. Loài này được Smith mô tả khoa học năm 1879.